# (32743) 1979 MR1
1979 أم أر 1 (ويعرف أيضًا باسم (32743) 1979 أم أر 1 وفق تسمية الكوكب الصغير) (بالإنجليزية: 1979 MR1)‏ هو كويكب ضمن حزام الكويكبات؛ وترتيبه 32743 من حيث الاكتشاف.
اكتُشف هذا الجُرم الفلكي بواسطة شيلت جون بوبي في 25 يونيو 1979.

## وصلات خارجية
- (32743) 1979 MR1 في قاعدة بيانات مختبر الدفع النفاث لأجرام النظام الشمسي الصغيرة

- الاكتشاف · مخطط المدار ·  العناصر المدارية · المعلمات المادية

- (32743) 1979 MR1 على موقع ويكي سكاي: DSS2, SDSS, GALEX, IRAS, Hydrogen α, X-Ray, Astrophoto, Sky Map, Articles and images